# Tibor Kemény
Tibor Kemény (ur. 5 marca 1913 w Budapeszcie, zm. 25 września 1992 tamże) – węgierski piłkarz występujący na pozycji napastnika, a po zakończeniu kariery trener piłkarski. Uczestnik mistrzostw świata 1934.

## Kariera piłkarska
Tibor Kemény był wychowankiem drużyny Ferencvárosi. Z zespołem tym pięciokrotnie triumfował w lidze węgierskiej, pięć razy zdobywał Puchar Węgier, a także raz zwyciężył w Pucharze Mitropa. Oprócz tego Kemény występował także w zespole Gamma FC.
Zawodnik miał na koncie 9 występów w reprezentacji Węgier. W 1934 był w kadrze na mistrzostwa świata.

## Kariera trenerska
Tibor Kemény po zakończeniu kariery piłkarskiej został trenerem klubu Újpest. W 1955 podjął pracę w zespole Vörös Lobogó i w tym samym roku doprowadził go do zwycięstwa w Pucharze Mitropa. Rok później szkolił zawodników drużyny Dorogi FC. Kolejnym klubem w jego karierze trenerskiej był grecki Olympiakos SFP, z którym święcił wywalczenie tytułu mistrzowskiego oraz Pucharu Grecji. W latach 1968–1969 prowadził Zagłębie Sosnowiec w ekstraklasie.
Tibor Kemény zmarł w wieku 79 lat.